# حداشوت
حداشوت ((بالعبرية: חדשות‏)، حرفيا: الأخبار) كانت صحيفة يومية باللغة العبرية تصدر في إسرائيل بين عامي 1984 و1993.

## التاريخ
في 4 مارس 1984 ، أعلن الرئيس التنفيذي لمجموعة هآرتس آموس شوكن أن هناك صحيفة يومية جديدة كان من المقرر أن تطلقها حداشوت، مع يوسي كلاين كمحررة. كانت واحدة من أوائل الصحف الإسرائيلية التي تستخدم الطباعة الملونة.
سرعان ما تعرضت الصحيفة لفضيحة حيث نشرت تفاصيل عن قضية كاف 300 في انتهاك للرقابة العسكرية الإسرائيلية. بعد أن قررت عدم الانضمام إلى لجنة المحررين، نشرت حداشوت قصة تفيد أنه تم تشكيل لجنة تحقيق للنظر في الحادث. ونتيجة لذلك، أغلق الرقيب الصحيفة لمدة ثلاثة أيام اعتبارًا من 29 أبريل 1984 لعدم إرسال معلومات حول المقال.  على الرغم من أن الصحيفة تمت تبرئتها من جميع القضايا في عام 1993، إلا أن الإغلاق ألحق الضرر بزخم اكتسبته الصحيفة.
في البداية، كانت «حداشوت» شابة يسارية معادية للمؤسسة، وكانت مكتوبة بالعبرية الفتية، على حدود العامية. كان نهج الصحيفة غير متسق؛ في بعض الأحيان أصفر، وأحيانًا عالية المستوى. في السنوات اللاحقة أصبح أكثر تحفظًا، وظل التداول منخفضًا حت أعلن شوكن في مؤتمر صحفي في 29 نوفمبر 1993 إغلاق الصحيفة. نُشرت الطبعة الأخيرة في 29 ديسمبر 1993، حيث تكبدت الصحيفة خسارة تراكمية بلغت حوالي 20 مليون دولار. 
ومن كبار الصحفيين في الصحيفة أمنون دانكنر ودودو جيفا ودان بن أموتز وإريت لينور. كما ساهم المصور الصحفي أليكس ليفاك في الصحيفة.